# Sfenocorona
In geometria solida, la sfenocorona è un poliedro con 14 facce, 2 quadrate e 12 triangolari. Per dare un'idea della sua costruzione, si pensi che, nella sua nomenclatura, Norman Johnson utilizza il prefisso "sfeno-" per riferirsi a un complesso a forma di cuneo formato da due "lune" adiacenti, essendo una luna un composto formato da un quadrato e da due triangoli uniti ai lati opposti di quest'ultimo, mentre il suffisso "-corona" si riferisce invece a un complesso a forma di corona costituito da 8 triangoli equilateri. Unendo assieme i due complessi si ha la sfenocorona.

## Caratteristiche
Una sfenocorona avente per facce solamente poligoni regolari è uno dei 92 solidi di Johnson, in particolare quello indicato come J86, ossia un poliedro strettamente convesso avente come facce dei poligoni regolari ma comunque non appartenente alla famiglia dei poliedri uniformi, ed è parte di un gruppo di nove solidi di Johnson che non possono essere realizzati attraverso la manipolazione di solidi platonici o archimedei.
Per quanto riguarda i 10 vertici di questo poliedro, su 2 di essi incidono due facce quadrate e due triangolari, su 4 di essi incidono una faccia quadrate e tre triangolari, e sui restanti 4 vertici incidono invece 5 facce triangolari.
Per quanto riguarda gli spazi di dimensione maggiore di 3, la sfenocorona è anche la figura al vertice di un antiprismoide doppio n-gonale, dove n è un numero dispari maggiore di 1, incluso il grande antiprisma.

## Formule
Considerando una sfenocorona avente come facce dei poligoni regolari aventi lato di lunghezza {\displaystyle a}, le formule per il calcolo del volume {\displaystyle V} e della superficie {\displaystyle A} risultano essere:
{\displaystyle V={\frac {a^{3}}{2}}{\sqrt {1+3{\sqrt {\frac {3}{2}}}+{\sqrt {13+3{\sqrt {6}}}}}}\approx 1,5153516\ldots a^{3};}
{\displaystyle A=a^{2}\left(2+3{\sqrt {3}}\right)\approx 7,1961524\ldots a^{2}.}

## Coordinate cartesiante
Sia k ≈ 0,85273 la più piccola radice positiva del seguente polinomio di quarto grado: 
{\displaystyle 60x^{4}-48x^{3}-100x^{2}+56x+23.}
Allora le coordinate cartesiane di una sfenocorona con spigolo di lunghezza 2 sono date dall'unione dei seguenti punti:
{\displaystyle (0,1,2{\sqrt {1-k^{2}}}),\,(2k,1,0),\left(0,1+{\frac {\sqrt {3-4k^{2}}}{\sqrt {1-k^{2}}}},{\frac {1-2k^{2}}{\sqrt {1-k^{2}}}}\right),\,(1,0,-{\sqrt {2+4k-4k^{2}}})}
sotto l'azione delle riflessioni attraverso il piano xz e il piano yz.